# Ghanská vlajka

Ghanská vlajka
Poměr stran: 2:3

Ghanská námořní vlajka
Poměr stran: 2:3

Ghanská námořní válečná vlajka
Poměr stran: 2:3

Vlajka Ghany je list o poměru stran 2:3 a skládá se ze tří vodorovných pruhů: červeného, zlatého a zeleného. Uprostřed zlatého pruhu je černá pěticípá hvězda, dotýkající se cípy krajních pruhů.
Červený pruh značí krev bojovníků za svobodu, zlatý pruh reprezentuje nerostné bohatství země a zelený přírodní krásu. Hvězda symbolizuje africkou svobodu. Vlajka připomíná etiopskou vlajku, barvy pruhů jsou však v obráceném sledu, jsou to tzv. panafrické barvy. Po etiopské je ghanská vlajka druhou s těmito barvami.
Za tvůrce ghanské vlajky je považována paní Theodosia Salome Okohová, je užívána od získání samostatnosti na Spojeném království 6. března 1957. Poté se nakrátko změnila, aby byla znovu užívána od 28. února 1966.

Rozměry ghanské vlajky

## Historie
Ghanská říše (~300–1235) se nacházela na území dnešního Mali a Mauritánie. Na severu dnešní Ghany ale již ve 12. století existovala důležitá království Dogomba a Mamprusi. Na jih pak migrovali ve 14. století Akanové (především Ašantové a Fantové), kteří vytvořili několik malých států. Roku 1470 se v oblasti vylodili a usídlili Portugalci a pojmenovali ji Zlatonosné pobřeží. Od 16. století pronikaly do země i další evropské národy. Ve vnitrozemí existovala v 17.–19. století Ašantská říše. V britsko-ašantských válkách bylo celé území postupně připojováno ke Spojenému království a v této souvislosti se vyvěšovaly vlajky britské.
V roce 1821 bylo Britské Zlatonosné pobřeží začleněno do území tzv. Britských západoafrických osad. Tento územní celek užíval od roku 1870 vlajku o poměru stran 1:2, odvozenou z britská státní námořní (služební) vlajky. Ta měla ve vlající části místní vlajkový emblém (badge), tvořený kruhovým polem převážně žluté barvy. V něm byl v přirozených barvách vyobrazen slon se zdviženým chobotem, palma, dva trsy trávy, kopcovitá krajina a západ slunce. Pod slonem je do oblouku (ve dvou řádcích) nápis WEST AFRICA a SETTLEMENTS. Sloni z volné přírody v Ghaně však již vymizeli.
24. července 1874 byla vyhlášena britská kolonie Zlatonosné pobřeží. Užívala téměř totožnou vlajku s předchozí, pouze nápis byl nahrazen iniciálami G.C. (Gold Coast).

Vlajka Spojeného království na Zlatonosném pobřeží a v Ghaně (1821–1957)
Vlajka Britských západoafrických osad (1870–1874) Poměr stran: 1:2
Vlajka Zlatonosného pobřeží (1874–1957) Poměr stran: 1:2

Východní část dnešní Ghany byla od roku 1884 až do roku 1914 součástí německé kolonie Togoland. Pro tuto kolonii bylo roku 1914 navrženo několik variant vlastních vlajek a znaků. Kvůli první světové válce ale nebyla žádná z nich nikdy zavedena.

Vlajka Německé koloniální říše Poměr stran: 2:3
Návrh vlajky německého Togolandu Poměr stran: 2:3
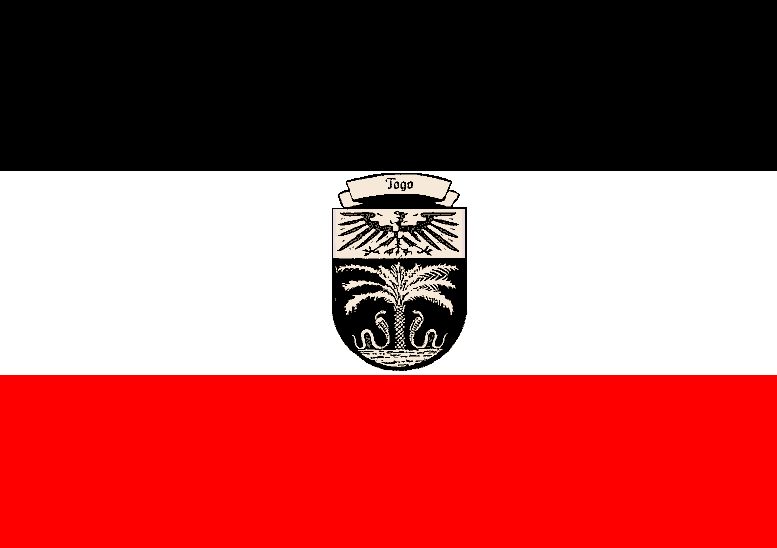
Návrh vlajky německého Togolandu (2) Poměr stran: 2:3

26. září 1901 bylo Zlatonosné pobřeží spolu s Ašantským protektorátem vyhlášeno korunní kolonií. V roce 1902 k němu byla připojena tzv. Severní území, v roce 1922 pak západní část bývalého německého Togolandu (jako mandátní území Britské Togo). Vlajka zůstala po celou dobu zachována. V roce 1954 získalo Zlatonosné pobřeží samosprávu a vlastní vládu. V květnu 1956 se Britské Togo rozhodlo ve všelidovém hlasování o připojení k budoucímu samostatnému státu. 6. března 1957 byla vyhlášena nezávislost nového státu pod názvem Ghana. Při vyhlášení nezávislosti zavlála poprvé ghanská vlajka (kterou navrhla paní Theodosia Salome Okohová), shodnou se současnou.
11. listopadu 1958 vznikla Federace Spojených států západní Afriky (nazývána též Unie Ghana-Guinea). 23. listopadu byla pro tento útvar zavedena vlajka, která měla na rozdíl od ghanské dvě černé hvězdy, symbolizující oba státy federace: Ghanu a Guineu. 2. května 1959 byla federace/unie přejmenována na Svaz afrických států (nebo Unie afrických států). Ghana i Guinea užívaly po celou dobu i své vlastní vlajky. 1. července 1960 byla vyhlášena Ghanská republika. Vlajka zůstala zachována.
24. prosince 1960 byla přidána hvězda na vlajku unie, po přistoupení Mali. Tato vlajka se užívala do května 1963, kdy zanikla v souvislosti se vznikem Organizace africké jednoty (předchůdce dnešní Africké unie).

Vlajka Federace Spojených států západní Afriky, Unie afrických států (1958–1960) Poměr stran: 2:3
Vlajka Unie afrických států (1960–1963) Poměr stran: 2:3

1. ledna 1964 byl změněn prostřední, žlutý pruh na ghanské vlajce na bílý, aby byla vlajka shodná s vlajkou Dohodové lidové strany, v té době jediné legální politické strany v zemi.

Ghanská vlajka (1964–1966) Poměr stran: 2:3

Po vojenském puči v únoru 1966 byl svržen autoritářský režim a prezident Kofi Kwane Nkrumah byl přinucen emigrovat. S účinností od 28. února 1966 bylo obnoveno užívání vlajky z roku 1957.

## Vlajka ghanského prezidenta

Vlajka ghanského prezidenta Poměr stran: 2:3 Nejasná platnost[ujasnit]
Vlajka ghanského prezidenta Poměr stran: ~19:32